# Haunstetten (Reichertshausen)

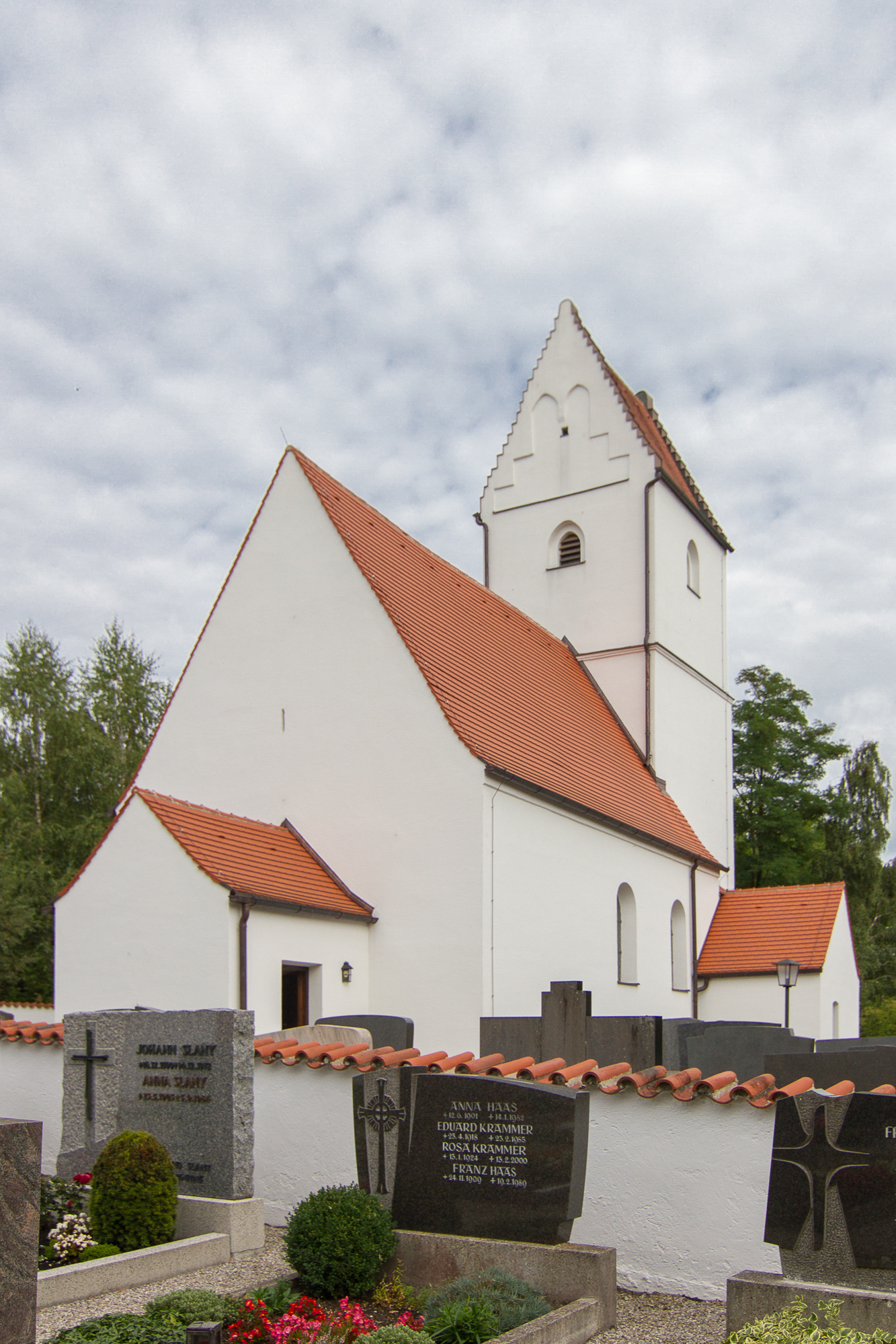
Katholische Filialkirche St. Johannes der Täufer

Haunstetten ist ein Ortsteil der Gemeinde Reichertshausen im oberbayerischen Landkreis Pfaffenhofen an der Ilm. 

## Geographie
Das Kirchdorf liegt am Langwaider Bach einem Zufluss zur Ilm. Es hat etwa 200 Einwohner. Bis 1971 war Haunstetten ein Teil der bis dahin selbständigen Gemeinde Langwaid. Am 1. April 1971 wurde diese Gemeinde aufgelöst und ihr Gebiet nach Reichertshausen eingegliedert.

## Verkehr
Haunstetten ist über die Bundesstraße 13 und die Bahnlinie Ingolstadt–München über die Haltestellen Petershausen (rund 4 km), Paindorf (rund 1,5 km) oder Reichertshausen (rund 4 km) zu erreichen und verfügt über ein gut ausgebautes Fahrradwegenetz.

## Baudenkmal
Einziges Baudenkmal des Dorfes ist die Katholische Filialkirche St. Johannes der Täufer einschließlich seiner Ausstattung. Der verputzte Steilsatteldachbau hat einen Chorturm mit klein getreppten Giebeln, flachgedecktem Langhaus und eingezogenen Chor mit Sterngewölbe. Das Gebäude stammt aus dem 14./15. Jahrhundert, das Chorgewölbe aus dem späten 15. Jahrhundert. Es wurde 1884 überarbeitet.